# (148112) 1999 RA216
(148112) 1999 RA216 est un objet transneptunien faisant partie des cubewanos.

## Caractéristiques
1999 RA216 mesure environ 167 km de diamètre.

## Orbite
L'orbite de 1999 RA216 possède un demi-grand axe de 44,169 ua et une période orbitale d'environ 294 ans. Son périhélie l'amène à 42,681 ua du Soleil et son aphélie l'en éloigne de 45,656 ua. Il s'agit d'un cubewano.

## Découverte
1999 RA216 a été découvert le 8 septembre 1999.